# 9. ceremonia wręczenia Orłów
9. ceremonia wręczenia Orłów za rok 2006, miała miejsce 5 marca 2007 w Teatrze Narodowym w Warszawie. Ceremonię wręczenia nagród poprowadzili Zbigniew Zamachowski i Wojciech Malajkat.
Nominacje do nagród zostały ogłoszone w dniu 29 stycznia br. O nominację do nagród ubiegało się aż 29 filmów. Polskie Nagrody Filmowe zostały przyznane w szesnastu kategoriach. Wręczenie nagród odbywało się pod honorowym patronatem Prezydenta RP Lecha Kaczyńskiego.
Tegorocznie najwięcej nominacji – po 9 – otrzymały dwa filmy: Jasminum w reżyserii Jana Jakuba Kolskiego oraz Wszyscy jesteśmy Chrystusami Marka Koterskiego. O osiem nagród ubiegał się film Plac Zbawiciela w reżyserii Krzysztofa Krauzego i Joanny Kos-Krauze. Wszystkie wyżej wymienione tytuły nominowane zostały w kategorii najlepszy film.
Laureatka trzech Orłów, aktorka Kinga Preis, tegorocznie otrzymała siódmą nominację do nagrody w karierze. Nominację w kategorii najlepsza główna rola kobieca, otrzymała w tym roku za rolę w filmie Statyści. Pozostałe nominowane w tej kategorii, to: Karolina Gruszka, za rolę w filmie Kochankowie z Marony oraz Jowita Budnik, za udział w filmie Plac Zbawiciela. Dla obu aktorek to pierwsze nominacje do nagrody.
Szóstą nominację do Orłów, tegorocznie otrzymał aktor Janusz Gajos, laureat Orła za drugoplanową rolę męską w filmie To ja, złodziej. Tegorocznie otrzymał nominację za grę w filmie Jasminum. Również szóstą nominację tegorocznie otrzymał, w tej samej kategorii, Marek Kondrat, laureat nagrody za główną rolę męską w filmie Dzień świra, gdzie wcielał się w postać Adasia Miauczyńskiego. W tym roku nominowany za tę samą rolę w filmie Wszyscy jesteśmy Chrystusami. Kategorię najlepsza główna rola męska, zamyka Leon Niemczyk, który otrzymał pośmiertną nominację, za rolę w filmie Po sezonie.
Drugą nominację do Orłów, tegorocznie otrzymała Jadwiga Jankowska-Cieślak, za rolę drugoplanową w filmie Co słonko widziało. Kategorię tę uzupełniają: Ewa Wencel, nominowana za rolę w filmie Plac Zbawiciela oraz Anna Romantowska, która zagrała w filmie Statyści. Dla obu aktorek to pierwsze nominacje do nagrody.
Czwartą nominację do nagrody, otrzymał zeszłoroczny laureat Orła za najlepszą główną rolę męska w filmie Komornik, Andrzej Chyra. Aktor tegorocznie nominowany w kategorii najlepsza drugoplanowa rola męska, za rolę w filmie Wszyscy jesteśmy Chrystusami. Drugą nominację w karierze, w tej kategorii otrzymał Krzysztof Kiersznowski, który wystąpił w filmie Statyści. Kategorię zamyka, nominowany za rolę w filmie Jasminum Adam Ferency. Dla aktora to pierwsza nominacja do nagrody.
Szóstą nominację w karierze, otrzymał operator filmowy Krzysztof Ptak, laureat cztrerech nagród w kategorii najlepsze zdjęcia. Piątą nominację w karierze otrzymał kompozytor Zygmunt Konieczny, laureat dwóch Polskich Nagród Filmowych. Szóstą i siódmą nominację tegorocznie otrzymał dźwiękowiec Nikodem Wołk-Łaniewski, jednak jego kontrkandydat z kategorii najlepszy dźwięk, Marek Wronko, w tym roku otrzymał ósmą nominację w karierze.
Najwięcej nagród, siedem, otrzymał film Jasminum Jana Jakuba Kolskiego. Cztery nagrody, w tym za najlepszy film i najlepszą reżyserię, przypadły twórcom filmu Plac Zbawiciela.
Dwie nagrody aktorskie dla aktorek otrzymały Jowita Budnik i Ewa Wencel, które wystąpiły w filmie Plac Zbawiciela. Podczas ceremonii wręczenia nagród, doszło do pomyłki, w rezultacie której, Szymon Bobrowski, wręczający nagrodę za najlepszą drugoplanową rolę kobiecą, otrzymawszy złą kopertę, w której znajdował się wynik nagrody w kategorii najlepsza główna rola kobieca, przed czasem, wręczył nagrodę Jowicie Budnik. Po krótkim zamieszaniu, omyłkę naprawiono.
Nagrodę za najlepszą główną rolę męską otrzymał Janusz Gajos, który zagrał w filmie Jasminum. Najlepszą drugoplanową rolę męską wykonał Krzysztof Kiersznowski, w filmie Statyści.
Nagrodę za osiągnięcia życia przyznano Witoldowi Sobocińskiemu.

## Laureaci i nominowani
Laureaci nagród wyróżnieni są wytłuszczeniem

### Najlepszy film
Reżyser / Producenci / Koproducenci – Film
- Krzysztof Krauze i Joanna Kos-Krauze / Juliusz Machulski – Plac Zbawiciela
  - Jan Jakub Kolski / Michał Szczerbic / Krzysztof Gierat, Beata Ryczkowska i Włodzimierz Niderhaus – Jasminum
  - Marek Koterski / Włodzimierz Otulak – Wszyscy jesteśmy Chrystusami

### Najlepszy film europejski
Reżyser − Film • Kraj produkcji
- Pedro Almodóvar – Volver • Hiszpania
  - Agnieszka Holland – Kopia mistrza • Niemcy
  - Ken Loach – Wiatr buszujący w jęczmieniu • Irlandia

### Najlepsza reżyseria
- Krzysztof Krauze i Joanna Kos-Krauze − Plac Zbawiciela
  - Jan Jakub Kolski − Jasminum
  - Marek Koterski − Wszyscy jesteśmy Chrystusami

### Najlepszy scenariusz
- Marek Koterski − Wszyscy jesteśmy Chrystusami
  - Jarosław Sokół − Statyści
  - Krzysztof Krauze i Joanna Kos-Krauze − Plac Zbawiciela

### Najlepsza główna rola kobieca
- Jowita Budnik − Plac Zbawiciela
  - Karolina Gruszka − Kochankowie z Marony
  - Kinga Preis − Statyści

### Najlepsza główna rola męska
- Janusz Gajos − Jasminum
  - Leon Niemczyk − Po sezonie
  - Marek Kondrat − Wszyscy jesteśmy Chrystusami

### Najlepsza drugoplanowa rola kobieca
- Ewa Wencel − Plac Zbawiciela
  - Jadwiga Jankowska-Cieślak − Co słonko widziało
  - Anna Romantowska − Statyści

### Najlepsza drugoplanowa rola męska
- Krzysztof Kiersznowski − Statyści
  - Adam Ferency − Jasminum
  - Andrzej Chyra − Wszyscy jesteśmy Chrystusami

### Najlepsze zdjęcia
- Krzysztof Ptak − Jasminum
  - Arkadiusz Tomiak − Palimpsest
  - Edward Kłosiński − Wszyscy jesteśmy Chrystusami

### Najlepsza muzyka
- Zygmunt Konieczny − Jasminum
  - Bartłomiej Gliniak − Palimpsest
  - Paweł Szymański − Plac Zbawiciela

### Najlepsza scenografia
- Joanna Doroszkiewicz − Jasminum
  - Jacek Osadowski − Kochankowie z Marony
  - Janusz Sosnowski − Kto nigdy nie żył…
  - Przemysław Kowalski − Wszyscy jesteśmy Chrystusami

### Najlepsze kostiumy
- Ewa Helman − Jasminum
  - Wu Xiu − Kochankowie Roku Tygrysa
  - Magdalena Biedrzycka − Kochankowie z Marony
  - Magdalena Biedrzycka − Oda do radości
  - Ewa Machulska − Samotność w sieci
  - Paweł Grabarczyk − Statyści
  - Elżbieta Radke − Tylko mnie kochaj
  - Magdalena Biedrzycka i Justyna Stolarz − Wszyscy jesteśmy Chrystusami

### Najlepszy montaż
- Ewa Smal − Wszyscy jesteśmy Chrystusami
  - Anna Wagner − Kochankowie z Marony
  - Krzysztof Szpetmański − Plac Zbawiciela

### Najlepszy dźwięk
- Jacek Hamela − Jasminum
  - Maurizio Argentirei i Marek Wronko − Jan Paweł II
  - Nikodem Wołk-Łaniewski − Kochankowie z Marony
  - Nikodem Wołk-Łaniewski − Plac Zbawiciela
  - Andrzej Bohdanowicz, Michał Muzyka − Statyści

### Nagroda publiczności
- Jasminum, reż. Jan Jakub Kolski

### Nagroda za osiągnięcia życia
- Witold Sobociński

## Podsumowanie ilości nominacji
(Ograniczenie do dwóch nominacji)
9 : Jasminum, Wszyscy jesteśmy Chrystusami
8 : Plac Zbawiciela
6 : Statyści
5 : Kochankowie z Marony
2 : Palimpsest

## Podsumowanie ilości nagród
(Ograniczenie do dwóch nagród)
7 : Jasminum
4 : Plac Zbawiciela
2 : Wszyscy jesteśmy Chrystusami